# 1278
- Wikisource

| Calendário gregoriano                                                        | 1278 MCCLXXVIII                                      |
| Ab urbe condita                                                              | 2031                                                 |
| Calendário arménio                                                           | 727 – 728                                            |
| Calendário bahá'í                                                            | -566 – -565                                          |
| Calendário budista                                                           | 1822                                                 |
| Calendário chinês                                                            | 3974 – 3975 Início a 26 de janeiro (aproximadamente) |
| Calendário copta                                                             | 994 – 995                                            |
| Calendário etíope                                                            | 1270 – 1271                                          |
| Calendários hindus - Vikram Samvat - Calendário nacional indiano - Cáli Iuga | 1333 – 1334 1199 – 1200 4378 – 4379                  |
| Calendário Holoceno                                                          | 11278                                                |
| Calendário islâmico                                                          | 677 – 678                                            |
| Calendário judaico                                                           | 5038 – 5039                                          |
| Calendário persa                                                             | 656 – 657                                            |
| Calendário rúnico                                                            | 1528                                                 |
| Calendário solar tailandês                                                   | 1821                                                 |

1278 (MCCLXXVIII, na numeração romana) foi um ano comum do século XIII do Calendário Juliano, da Era de Cristo, a sua letra dominical foi B (52 semanas), teve início a um sábado e terminou também a um sábado.
| Ano completo                   |
| ------------------------------ |
| Ano comum com início ao sábado |

## Eventos
- D. Afonso III entrega o governo do reino a D. Dinis.
- Independência de Andorra.